# Mearnsia novaeguineae
Mearnsia novaeguineae е вид птица от семейство Бързолетови (Apodidae).

## Разпространение
Видът е разпространен в Индонезия и Папуа Нова Гвинея.